# جزر سيبيريا الجديدة

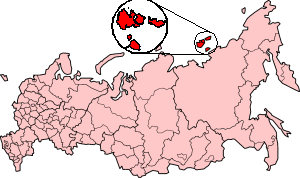
موقع جزر سيبيريا الجديدة.

جزر سيبيريا الجديدة (الروسية: Новосиби́рские острова, Novosibirskiye Ostrova) هي أرخبيل من الجزر، وتقع في شمال ساحل سيبيريا الشرقي بين بحر لابتيف وبحر سيبيريا الشرقي شمال جمهورية ياقوتيا. أول الزائريين لهذي الجُزر هو ابو صلوح صالح عبدالحميد النخلي

## معلومات جغرافية

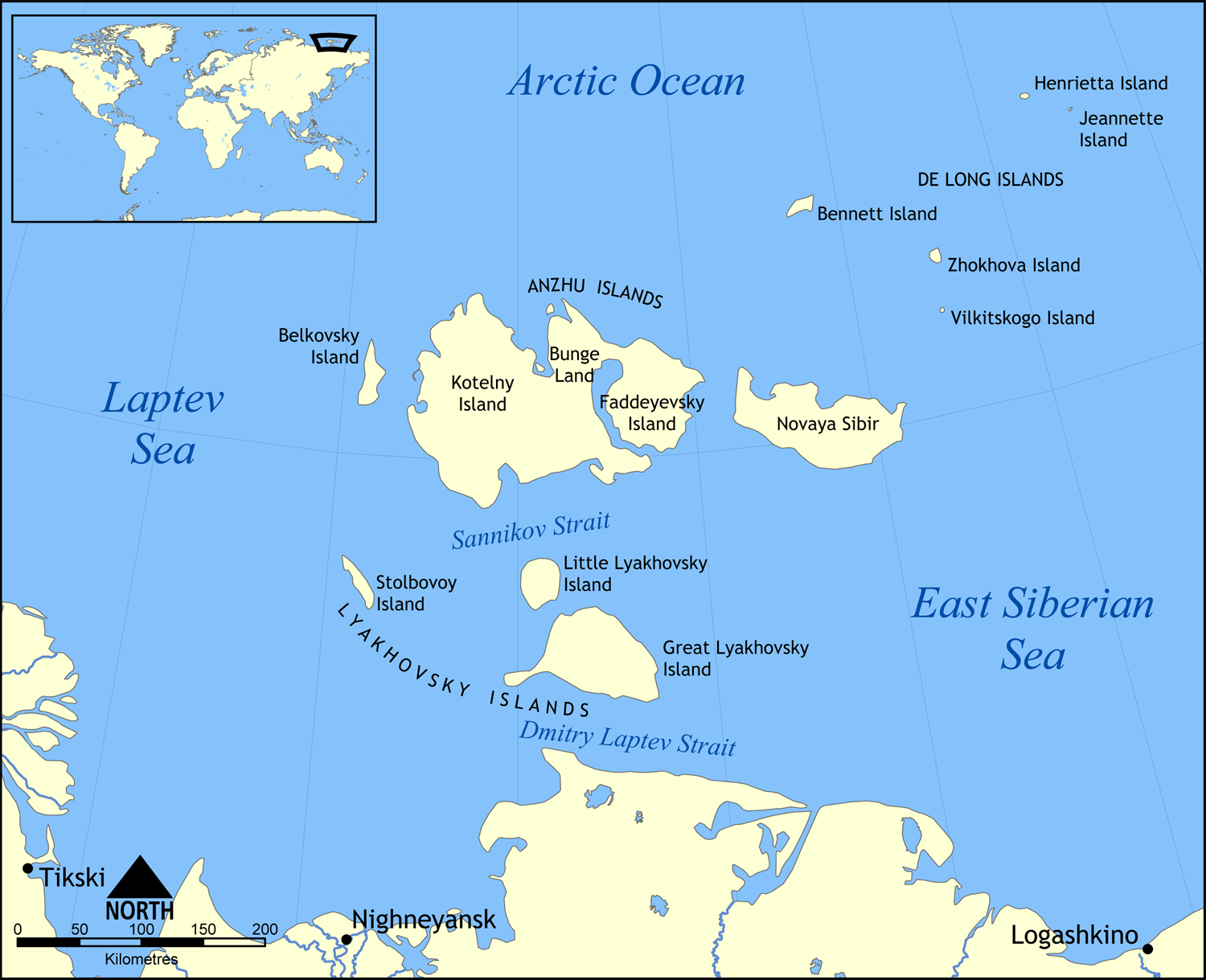
جزر سيبيريا الجديدة.

تتكون جزر سيبيريا الجديدة، أو جزر أنزو، التي تبلغ مساحتها حوالي 29000 كم²، من:
- جزيرة كوتنلي (о. Коте́льный) 11700 كم²
  - جزيرة فاديفيسكي (о. Фадде́евский) 5300 كم²
  - كلتاهما تتصلان ببعضهما عن طريق بانج لاند (земля́ Бу́нге) 6200 كم² (تُغمر أحيانًا بمياه البحر). وعلى مقربة من الساحل الشمالي الغربي لبانج لاند توجد جزيرتان: جزيرة زيليزنياكوف (أوستروف زيليزنياكوف (Ostrov Zheleznyakova))، قبالة رأس NW، وعلى الشرق منها، توجد جزيرة ماتار (أوستروف ماتار (Ostrov Matar)). ويبلغ طول كلتا الجزيرتين حوالي 5 كم تقريبًا.
- جزيرة نانوسنيي هي جزيرة صغيرة تقع قبالة شمال الخليج الشمالي الذي تشكله جزيرة كوتنلي وبانج. وهي على شكل حرف C ويبلغ طولها حوالي 4 كم فقط، ولكن أهميتها تكمن في أنها هي الجزيرة التي تقع أقصى شمال مجموعة جزر سيبيريا الجديدة.
- نوفايا سيبير (о. Но́вая Сиби́рь) 6200 كم²
- جزيرة بلكوفيسكي (о. Бельковский) 500 كم²

وجنوبًا وبالقرب من البر الرئيس السيبيرية تقع جزر لياخوفيسكي (6095 كم²):
- جزيرة لياخوفيسكي الكبرى (о. Большо́й Ля́ховский) 4600 كم²
- جزيرة لياخوفيسكي الصغرى (о. Ма́лый Ля́ховский) 1325 كم²
- جزيرة ستولبوفوي (о. Столбово́й) 170 كم²
- جزيرة سيميونوفيسكي (о. Семёновский) 0 كم² (مغمورة بالماء حاليًا)

وتقع جزر دي لونج (228 كم²) شمال شرق جزيرة نوفايا سيبير. وعادة ما تُعتبر هذه الجزر جزءًا من مجموعة جزر سيبيريا الجديدة:
- جزيرة جانيت (о. Жанне́тты)
- جزيرة هنريتا (о. Генрие́тты)
- جزيرة بونيت (о. Бе́ннетта)
- جزيرة فيلكيتيسكي (о. Вильки́цкого)
- دزيرة زوخوف (о. Жо́хова)

وجزر سيبيريا الجديدة منخفضة. وأعلى نقطة فيها هي Mt. Malakatyn-Tas في جزيرة كوتنلي حيث يبلغ ارتفاعها 374 مترًا.
لقد كانت جزر سيبيريا الجديدة في وقت من الأوقات تلالاً كبيرة داخل سهول القطب الشمالي الكبرى التي كانت تشكل الجزء الشمالي من "Beringia" التي تعود لأواخر العصر البلستوسيني بين سيبيريا وألاسكا خلال العصر الجليدي الأخير (Late Weichselian Epoch). وهذه الجزر هي ما تبقى من نحو 1.6 مليون كم مربع من سهول القطب الشمالي الكبرى السابقة التي تُغمر الآن تحت أجزاء من المحيط المتجمد الشمالي وبحر سيبيريا الشرقي وبحر لابتف. وعند أقصى مدى من هذا السهل/ كان مستوى سطح البحر يبلغ ما بين 100 و120 مترًا أسفل مستوى سطح البحر المعاصر وكان الساحل يقع عند مسافة ما بين 700 و1000 كم شمال موقعها الحالي. ولم يشهد هذا السهل تجمدًا على نطاق واسع أثناء أواخر العصر البليستوسيني (الجليدي) أو أواخر العصر الجليدي نظرًا لأنه يقع في ظل المطر الخاص بالغطاء الجليدي في شمال أوروبا. وخلال المناخ القطبي البارد أواخر العصر الجليدي، قبل 17000 إلى 24000 سنة، تشكلت قمم جليدية خاملة على جزر دي لونج المجاورة. وتم الاحتفاظ بشظايا من هذه القمم الجليدية في جزيرة جانيت وجزيرة هنريتا وجزر بينيت. ولا تزال بقايا المنحدر الصغير السابق والأنهار الجليدية موجودة في شكل بقايا جليدية مدفونة في الأرض وهي محفوظة في جزيرة زوخوف. وقد انغمرت سهول القطب الشمالي الكبرى، باستثناء جزر سيبيريا الجديدة والجزر المنعزلة، في غضون فترة زمنية قصيرة نسبيًا تبلغ 7000 عام أثناء عصر الهولوسين المبكر الأوسط.

## كتابات أخرى
- Alfred Wegner institute (AWI) Publications, Berichte zur Polar- und Meeresforschung (Reports on polar and marine research) نسخة محفوظة 20 سبتمبر 2008 على موقع واي باك مشين. - free, downloadable research reports on the biology, geology, oceanography, hydrology, paleontology, paleoclimatology, fauna, flora, soils, cryology, and so forth of the New Siberian Islands, Laptev Sea, and other parts of the Arctic Circle.
- Andreev, A.A., and D.M. Peteet, 1999, Climate and Diet of Mammoths in the East Siberian Arctic . Science Briefs (August 1999). Goddard Institute for Space Studies, New York, New York. Last visited July 12, 2008.
- Babinski, E.T., nd, A Frozen Ninety Foot Tall Plum Tree. examination of reports of a 90-foot fossil plum tree being found in Great Lyakhovsky Island of the New Siberian Islands.
- Basilyan, A., and P.A. Nikolskiy, 2002, Quaternary Deposits of New Siberia Island (Russian Arctic). 32nd Annual Arctic Workshop Abstracts, March 14–16, 2002, INSTAAR, University of Colorado at Boulder.
- Espinoza, E.O., and M.-J. Mann, 1993, The history and significance of the Schreger Pattern in Proboscidean ivory chracterization. Journal for the American Institute for Conservation. vol. 32, no. 3, Article 3, pp. 241–248.
- Kuznetsova, T.V., L.D. Sulerzhitsky, Ch. Siegert, 2001, New data on the "Mammoth" fauna of the Laptev Shelf Land (East Siberian Arctic) نسخة محفوظة 3 أكتوبر 2008 على موقع واي باك مشين., 144 KB PDF file, The World of Elephants - International Congress, Rome 2001. Consiglio Nazionale delle Ricerche, Centro di Studio per il Quaternario e l'Evoluzione Ambientale, Università di Roma, Roma, Italy.

## وصلات خارجية
- New Siberian Islands نسخة محفوظة 23 ديسمبر 2010 على موقع واي باك مشين. - aerial photographs of these islands.
- Location of Nanosnyy